# 庫布利奇
48°40′38″N 29°38′34″E / 48.67722°N 29.64278°E
庫布利奇（烏克蘭語：Кублич），是烏克蘭的農村聚落，位於該國西南部文尼察州，由海辛區負責管轄，始建於1650年，面積0.02平方公里，海拔高度198米，2001年人口246。